# 法姆維爾 (喬治亞州)
法姆維爾（英語：Farmville）是位於美國喬治亞州戈登縣的一個非建制地區。該地的面積和人口皆未知。

## 地理
法姆維爾的座標為34°26′54″N 84°50′40″W / 34.44833°N 84.84444°W，而該地的平均海拔高度為225米（即738英尺）。